# Voyager (V6의 음반)
《Voyager》는 2007년 9월 12일 발매한 V6의 10번째 정규 앨범이다.

## 설명
- 초회 한정반 2종류와 통상판을 발매.
- 오리콘 앨범 차트에서는 전 앨범과 이번 작품, 연속으로 1위를 기록. 오리콘 차트 통산 1000번째 1위한 음반이기도 하다.[1]
- V6 앨범 가운데는 통산 10번째 앨범 1위다. 정규 앨범은 2003년 8월 발매한 8번째 앨범 《∞ INFINITY ~LOVE & LIFE~》 이후, 4년 1개월만의 1위.
- KinKi Kids의 싱글이 같은 날에 발매되었다. 역시 1위를 기록해서 이 주 오리콘 위클리 차트는 쟈니즈 소속 가수가 싱글과 앨범 모두 1위를 기록하였다.
- 또 타이틀곡인, 〈Voyager ~보이저~〉는 2007년 9월 15일 방송 《MUSIC FAIR 21》, 2007년 9월 24일 방송 《HEY!HEY!HEY!MUSIC CHAMP 보세요! 3시간 생방송 스페셜!!》에서 선보였다.

## 수록곡
1. Voyager 〜ボイジャー〜 / Voyager ~보이저~
2. Live Show
3. ユメノサキ 꿈의 저편 / 20th Century
4. ROCK THE HOUSE / Coming Century
5. HONEY BEAT
6. I give smile to you
7. BRAND NEW DAY,BRAND NEW LIFE
8. Rainbow
9. 僕と僕らのあした / 나와 우리들의 내일
10. シュガー・ナイトメア / 슈거 나이트메어
11. ハジマリ / 시작

## 특전

### 초회 한정반A
- DVD

1. Voyager ~보이저~ Music Clip
2. SPECIAL MAKING MOVIE “V6 in THAILAND”

### 초회 한정반B
- 보너스 CD

1. I・N・O=NUT KID / YOSHIHIKO INOHARA
2. 夕暮れオレンジ 황혼 오렌지 / KEN MIYAKE
3. Time's on my side / MASAYUKI SAKAMOTO
4. My life / HIROSHI NAGANO
5. candy / GO MORITA
6. NO "FIN" / JUNICHI OKADA

### 통상반
- 13번째에 グッデイ!!굿데이!! (歌いわけ変えました 노래 바꿔불렀습니다 Version)을 수록. 게다가 그 후에 비밀 토크를 수록.